# Comuna de París (Revolució Francesa)

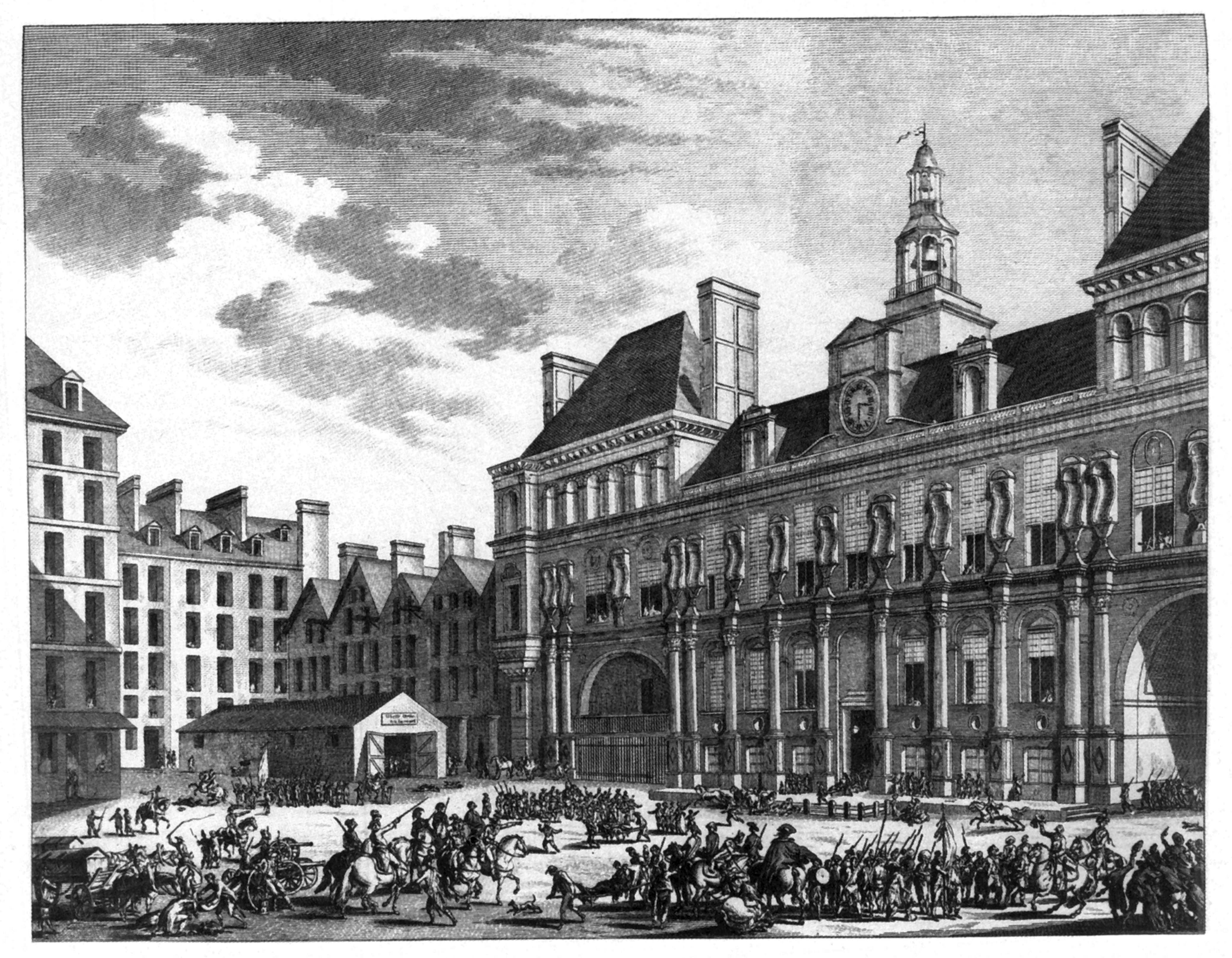
L'ajuntament de París, seu de la Comuna.

La Comuna de París (1789-1795) és el nom donat al govern revolucionari de la ciutat de París establert després de la presa de la Bastilla el 14 de juliol del 1789. Va passar de ser només l'ajuntament de la ciutat a ser la institució administrativa representant dels revolucionaris més exigents i inconformistes, que va pressionar i influir sobre les decisions de la Convenció Nacional i va donar suport a la instauració del règim del Terror. Alguns presidents de la Comuna van ser: Jean Sylvain Bailly, Jérôme Pétion, Pierre Louis Manuel i Georges Danton.

## La Comuna legal
El 25 de juny del 1789, 12 electors dels tres ordres de la ciutat es van reunir a l'ajuntament i van constituir l'Assemblea de la Comuna. Jean-Baptiste Dumangin i Bellanger donen suport a la moció presentada per Nicolás de Bonneville de crear una guàrdia de burgesos, que més endavant esdevindria la Guàrdia Nacional. El 13 de juliol, componen un Comitè Permanent que decideix crear una milícia parisenca de 48.000 ciutadans, és la denominada comuna legal que es forma entre el 14 i el 30 de juliol del 1789, després de la presa de la Bastilla i l'assassinat del president dels mercaders Jacques de Flesselles, el cap del qual és passejat com a triomf juntament amb la del governador de la Bastilla.
Jacques de Flesselles és reemplaçat l'endemà per Jean Sylvain Bailly, nomenat alcalde de París. Aquest era amic d'Armand Camus, Isaac Le Chapelier i de Joseph Guillotin amb els qui havia col·laborat en la redacció d'els quaderns de queixes del tercer estat de París demanant la demolició de la Bastilla abans de ser elegit diputat als Estats Generals. El dia 17 van rebre la visita de Lluís XVI al quan van donar a conèixer les seves queixes.
Els assemblearis s'havien proposat que la Comuna tingués representants escollits democràticament per districtes; el dia 20 de juliol es fan les eleccions, cada districte de París elegeix dos representants i es va formar una Comuna de 120 membres. Com havia passat en els Estats Generals, la Comuna queda majoritàriament integrada per burgesos, advocats, comerciants rics, metges, alguns artesans i nobles. Entre el 25 de juliol i el 8 d'octubre del 1789 es va crear una Assemblea General de Representants de la Comuna Provisional i el 8 d'octubre del 1789, l'assemblea definitiva.
Amb la llei del 21 de maig del 1790, el govern revolucionari esdevingué un cos regular, el Comitè General de la Comuna de París, els membres del qual serien elegits pels ciutadans actius, sorgits de les 48 seccions revolucionàries de la ciutat de París.
Després dels afusellaments de ciutadans al Camp de Mart de París el 17 de juliol del 1791, la popularitat de Bailly cau, el qual dimití al novembre. El juliol del 1793 seria detingut i sentenciat a mort pel Tribunal Revolucionari. Va ser reemplaçat per Jérôme Pétion (13 de novembre del 1791), que fou suspès del 6 al 13 de juliol del 1792. La Comuna de París tindria successius alcaldes de breu durada: Philibert Borie i Boucher-René, després Nicolas Chambon i Jean-Nicolas Pache. A partir del 2 d'agost del 1792 esdevé una Comuna insurrecta, el govern representant dels revolucionaris.

## La Comuna insurrecta
La Communa començà llavors una etapa en què defensà només els ideals dels sans-culottes parisencs i va passar a ser un dels òrgans principals del govern francès.
El 31 de juliol, la secció de Mauconseil declarà que no reconeixien Lluís XVI com a rei i convidava les altres seccions a unir-s'hi per anar el diumenge 5 d'agost a preguntar a l'Assemblea si volia salvar la pàtria. Els esdeveniments es van precipitar amb aquesta decisió. El 3 d'agost, una delegació de 47 de les 48 seccions presentaren la petició d'abdicació del rei.
Durant la nit del 9 al 10 d'agost del 1792, sota l'amenaça de perill provinent de l'estranger —el manifest de Brunswick acabava de ser publicat— i la sospita de traïció del rei, 28 seccions de les 48 nomenen comissaris amb poders il·limitats. L'Assemblea Legislativa declara la Comuna de París suprimida; Antoine Mandat, comandant de la guàrdia nacional de París, és assassinat i substituït per Santerre. La secció dels Quinze declara el 9 d'agost que, si el destronament no s'efectua aquell mateix dia, a mitjanit faran sonar l'alarma i atacaran la residència reial de les Teuleries. Tots, excepte una de les quaranta-vuit seccions de París, el secunden. Pétion és convocat pel rei, que volia conèixer per ell mateix l'estat de París, i rep l'ordre de respondre la força amb força. Un grup de diputats de l'Assemblea fa una reunió extraordinària, comenten que Pétion està a palau i pensen que ha estat arrestat; decideixen informar l'ajuntament d'on surt una petició adreçada a Antoine Mandat per anar a les Teuleries a demanar l'alliberament de Pétion. Aquest, que no coneix el cessament de la Comuna, surt amb un grup de tres-cents guàrdies. Mandat mor a mans d'uns exaltats i és substituït per Santerre. La família reial es refugia a la sala de l'Assemblea Nacional. Mentrestant els revoltats havien forçat l'arsenal, s'havien armat i avançaven en dues columnes: una formada per 15.000 persones venia per la riba dreta i una altra que anava per la riba esquerra tenia 5.000, però al seu pas se n'hi anaven afegint més. Durant la matinada del 10 d'agost té lloc un foc creuat amb moltes baixes. També es cometen actes d'antropofàgia després de massacrar la guàrdia personal del rei —la guàrdia suïssa— i el personal de palau. Pétion informa a l'Assemblea Legislativa que les seccions han "reprès la seva sobirania", i que no té cap altre poder sobre el poble que el de la seva persuasió. Sorgeix llavors una Comuna d'insurrectes que nomenen president Sulpice Huguenin. Després d'ell estaria dirigida per: Jérôme Pétion, Pierre Louis Manuel i Georges Danton.

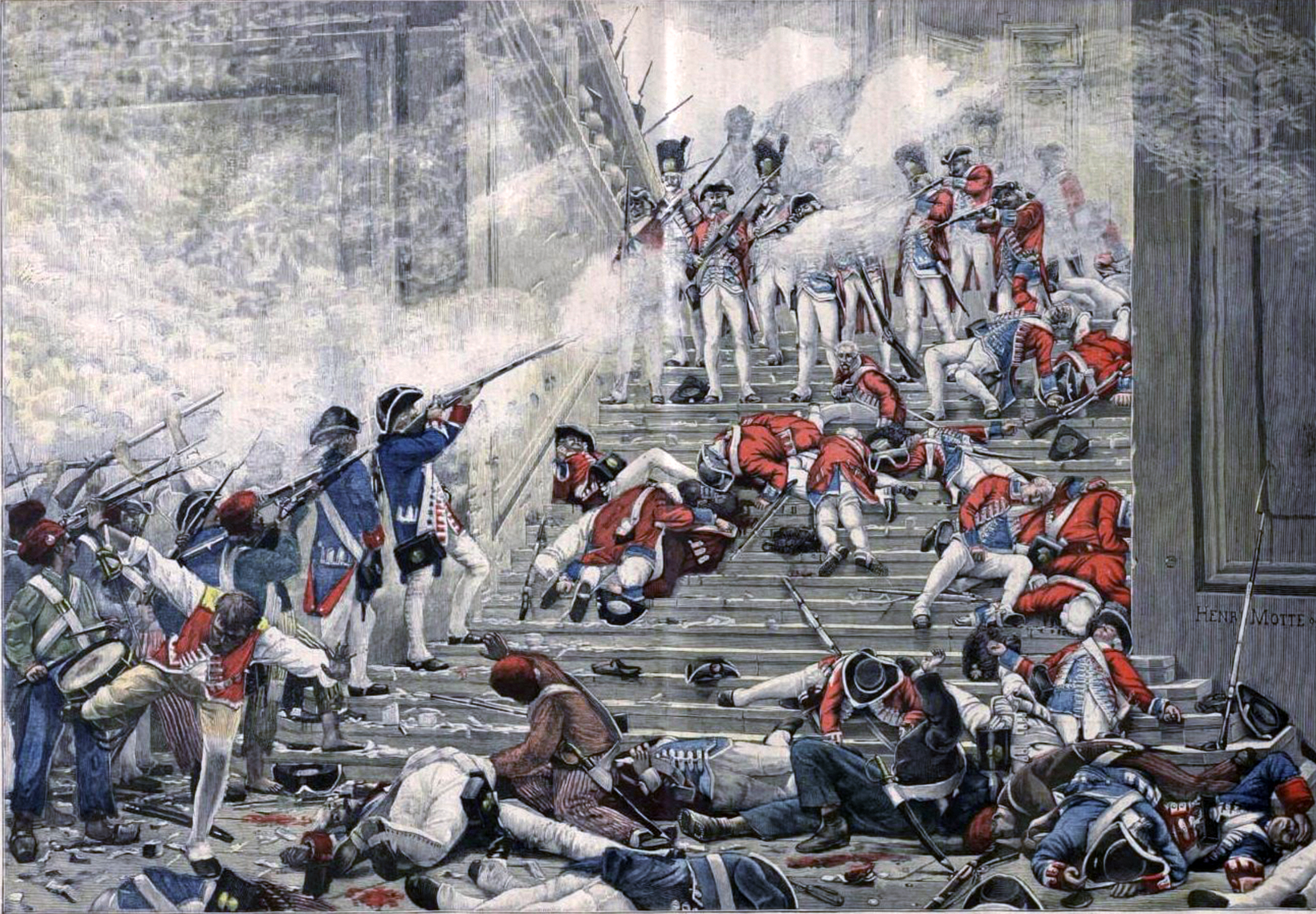
Enfrontament entre els insurgents i la guàrdia reial el 10 d'agost del 1792. Dibuix d'Henri-Paul Motte.

El 10 d'agost i els dies següents, les seccions que no havien elegit comissaris es van unir a les primeres 28 seccions. L'endemà, la secció de la Place Vendôme, que va passar a denominar-se la secció de les pales, va triar Maximilien de Robespierre com a representant. En aquest moment, 52 comissaris nomenats amb la participació dels ciutadans formen el Consell General de la Comuna. El 21 d'agost, el Consell General de la Comuna aconsegueix que el departament de París sigui dissolt; d'aquesta manera la Comuna va prendre el seu lloc, i va acumular els poders comunals més els departamentals. La rivalitat entre l'Assemblea Legislativa i la Comuna va durar fins a finals d'agost. La Comuna pressionava per accelerar el processament dels responsables de la massacre del 10 d'agost i finalment va aconseguir que el 17 d'agost es creés un tribunal extraordinari elegit per les seccions. L'Assemblea decideix atacar per decret la renovació del Consell General de la Comuna; però aquest s'hi nega, i fa cancel·lar el decret. L'Assemblea només elegeix sis representants per cada secció per formar el Consell.
El 2 de setembre torna a fer-se present el pànic davant la notícia d'una invasió de l'exèrcit autroprusià i comencen les execucions massives. La Comuna decreta fer sonar la campana d'alarma ciutadana, és l'inici de més massacres i envia representants per inspeccionar les presons, intenta moderar les massacres, però en general la seva acció no és decisiva.
La Comuna insurrecta demana que es torni a instaurar el Tribunal Revolucionari, destinat a jutjar els sospitosos, petició que és concedida el 10 de març del 1793; imposa la proscripció dels girondins, pressiona per crear la llei del màxim general (29 de setembre del 1793), participa en la instauració del règim del Terror i participa en el moviment de descristianització. Titular dels poders policials, nomena els oficials de policia de París responsables de la detenció massiva dels sospitosos. La Comuna està dominada el 1793 pel Comitè de Salvació Pública, liderat per Robespierre, Saint-Just i Couthon.
La Comuna insurrecta de París perd la seva influència després de l'eliminació dels hébertistes (24 de març del 1794). La Convenció Nacional decideix guillotinar 93 dels seus membres.
El 9 de Termidor, la Comuna intenta oposar-se al derrocament de Robespierre, però ja no aconsegueix mobilitzar seccions massivament com abans. La gent se sent abandonada pels seus representants, també manca un cap militar per contrarestar la Convenció, la qual declara prohibir els seus membres. L'últim alcalde de la Comuna insurrecta va ser Jean-Baptiste Fleuriot-Lescot que ocupà el càrrec fins al 9 de Termidor II (27 de juliol del 1794).

## Sota la reacció Termidoriana
Quan es produí el cop d'estat anomenat Convenció termidoriana, la Comuna de París va ser reemplaçada per dos comissaris. Les seccions van quedar agrupades en quatre, amb un únic comitè revolucionari al capdavant (origen dels dotze districtes de París que durarien fins al 1860). La Constitució de l'Any III (1795) va substituir la Comuna de París per dotze municipis separats, coordinats per una oficina central per evitar un nou acaparament del poder i estabilitzar la República.